# 720 Bohlinia
Bohlinia è un asteroide della fascia principale del diametro medio di circa 33,73 km. Scoperto nel 1911, presenta un'orbita caratterizzata da un semiasse maggiore pari a 2,8867936 UA e da un'eccentricità di 0,0134018, inclinata di 2,35841° rispetto all'eclittica.
Stanti i suoi parametri orbitali, è considerato un membro della famiglia Coronide di asteroidi.
Il suo nome fu assegnato in onore di Karl Bohlin, astronomo svedese, in occasione del suo 65º compleanno.